# Slittino ai II Giochi olimpici giovanili invernali
Le gare di slittino dei II Giochi olimpici giovanili invernali di Lillehammer 2016 si sono svolte dal 14 al 16 febbraio sulla pista olimpica omonima. Sono state disputate quattro gare: il singolo femminile e quello maschile, il doppio e la staffetta mista.

## Calendario
| Ragazze   | Prove ufficiali | Prove ufficiali |                        | 1ª e 2ª manche Singolo |                 | 1 |
| Ragazzi   | Prove ufficiali | Prove ufficiali | 1ª e 2ª manche Singolo |                        |                 | 1 |
| Ambosessi |                 | Prove ufficiali | Prove ufficiali        | 1ª e 2ª manche Doppio  |                 | 1 |
| Misti     |                 |                 |                        | Prove ufficiali        | Staffetta mista | 1 |
| Totale    | Totale          | Totale          | 1                      | 2                      | 1               | 4 |

## Podi

### Ragazze
| Evento             | Oro             | Tempo    | Argento        | Tempo    | Bronzo         | Tempo    |
| Singolo (dettagli) | Brooke Apshkrum | 1'46"026 | Jessica Tiebel | 1'46"097 | Madeleine Egle | 1'46"267 |

### Ragazzi
| Evento             | Oro               | Tempo    | Argento           | Tempo    | Bronzo     | Tempo    |
| Singolo (dettagli) | Kristers Aparjods | 1'35"309 | Paul-Lukas Heider | 1'35"955 | Reid Watts | 1'35"994 |

### Ambosessi
| Evento            | Oro                               | Tempo    | Argento                                | Tempo    | Bronzo                                     | Tempo    |
| Doppio (dettagli) | Italia Felix Schwarz Lukas Gufler | 1'44"260 | Germania Hannes Orlamünder Paul Gubitz | 1'45"114 | Russia Vsevolod Kaškin Konstantin Koršunov | 1'45"272 |

### Misti
| Evento                     | Oro                                                                     | Tempo    | Argento                                                                      | Tempo    | Bronzo                                                             | Tempo    |
| Staffetta mista (dettagli) | Germania Jessica Tiebel Paul-Lukas Heider Hannes Orlamünder Paul Gubitz | 2'52"520 | Russia Olesja Michajlenko Evgenij Petrov Vsevolod Kaškin Konstantin Koršunov | 2'52"708 | Italia Marion Oberhofer Fabian Malleier Felix Schwarz Lukas Gufler | 2'53"040 |